# 倉吉市立西中学校
倉吉市立西中学校（くらよししりつ にしちゅうがっこう）は、鳥取県倉吉市西倉吉町にある公立中学校。

## 沿革
- 1947年4月28日 - 開校。[2]
- 1997年 - 創立50周年。

## 校区
- 校区は、明倫小学校、小鴨小学校、上小鴨小学校、社小学校(一部)の通学区域となっている。

## 部活動

### 運動部
- 野球部
- 陸上部
- ソフトテニス部男子
- ソフトテニス部女子
- ソフトボール部女子
- バレーボール部
- バドミントン部男子
- バドミントン部女子
- バスケットボール部男子
- バスケットボール部女子
- サッカー部
- 卓球部男子
- 卓球部女子
- 駅伝部（夏季のみ）
- 剣道部

- 野球部
- 陸上部
- ソフトテニス部男子
- ソフトテニス部女子
- ソフトボール部女子
- バレーボール部
- バドミントン部男子
- バドミントン部女子
- バスケットボール部男子
- バスケットボール部女子
- サッカー部
- 卓球部男子
- 卓球部女子
- 駅伝部（夏季のみ）
- 剣道部

- 野球部
- 陸上部
- ソフトテニス部男子
- ソフトテニス部女子
- ソフトボール部女子
- バレーボール部
- バドミントン部男子
- バドミントン部女子
- バスケットボール部男子
- バスケットボール部女子
- サッカー部
- 卓球部男子
- 卓球部女子
- 駅伝部（夏季のみ）
- 剣道部

### 文化部
- 吹奏楽部
- 文化芸術部
- お抹茶倶楽部

## 交通アクセス
- 日本交通バス市内線、関金・山口線
- 日ノ丸バス三朝線（生田～三朝）
  - 「西倉吉町」バス停より200m

## 周辺
- 鳥取県立倉吉西高等学校
- 鳥取県自動車学校
- ローソン

## 関係者

### 出身者
- MALTA（サックス奏者）
- 加藤伸一（元プロ野球選手）
- 桑本充悦（BSS山陰放送アナウンサー）

### 教職員
- 伊藤宝城（医師、詩人、版画家、彫刻家） - 元校医
- 吉田たすく（染織家、絣紬研究家） - 元美術教師、伊藤宝城の弟